# Círculo de Franconia

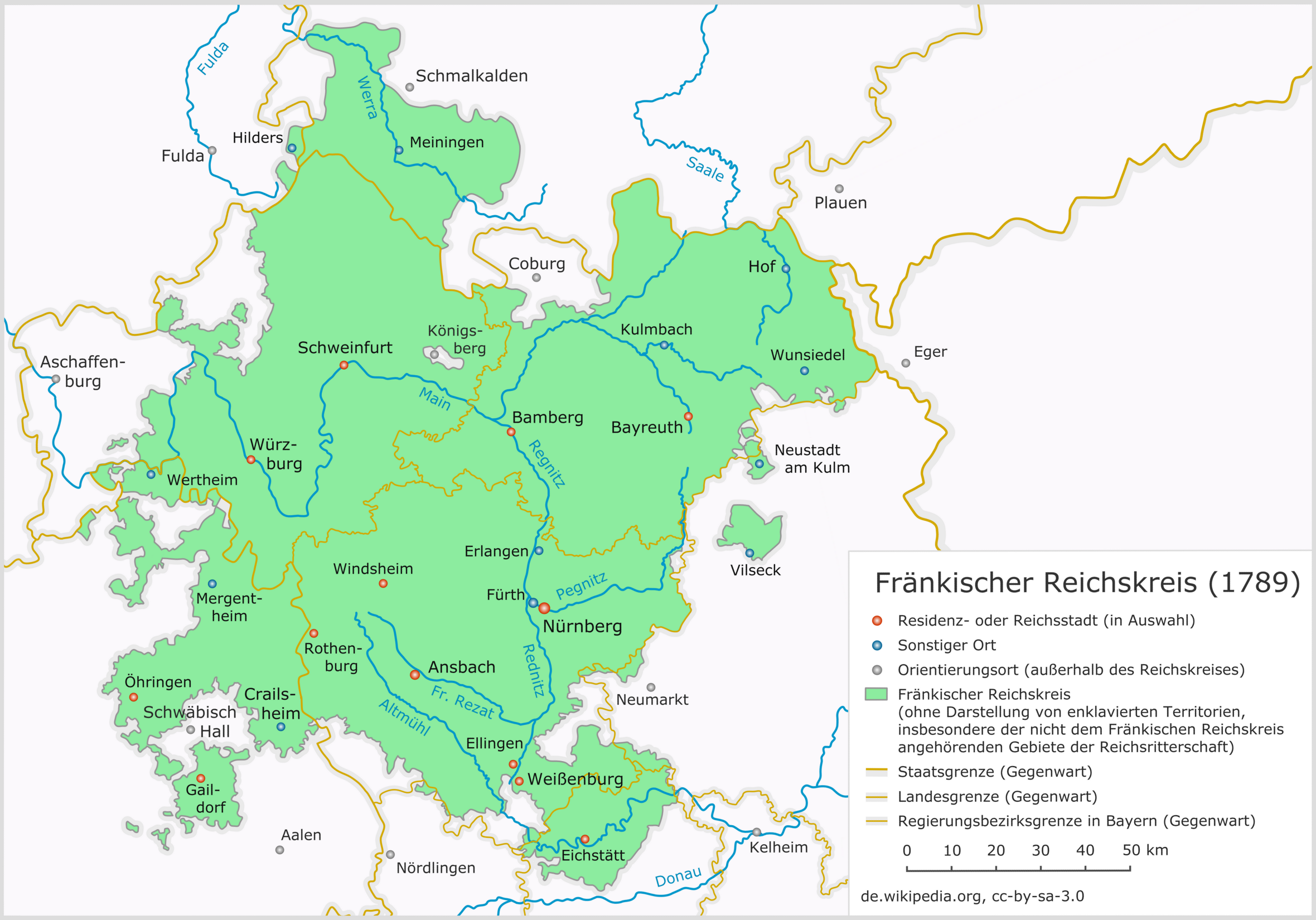
El Círculo de Franconia en 1789 antes de las Guerras Revolucionarias Francesas que pusieron fin al Sacro Imperio Romano Germánico.

El Círculo de Franconia (en alemán: Fränkischer Reichskreis) fue un círculo imperial del Sacro Imperio Romano Germánico.

## Composición
El círculo estaba formado por los siguientes Estados:
| Nombre                   | Tipo de entidad          | Comentarios |
| ------------------------ | ------------------------ | --- |
| Ansbach                  | Margraviato              | Creado en 1398. Anexionado por el Reino de Prusia en 1791.                                                                  |
| Bamberg                  | Obispado                 | Creado en 1007. Principado-Obispado desde 1303.                                                                             |
| Bayreuth                 | Margraviato              | Creado en 1398. Anexionado por el Reino de Prusia en 1791.                                                                  |
| Castell                  | Condado                  | |
| Eichstätt                | Obispado                 | Creado en 741. |
| Erbach                   | Condado                  | |
| Franconia (de)           | Orden Teutónica Bailiaje | Con capital en Bad Mergentheim.                                                                                             |
| Hausen                   | Freiherr                 | |
| Henneberg                | Condado                  | |
| Hohenlohe                | Condado                  | Condado desde 1450. Principado desde 1744.                                                                                  |
| Limpurg                  | Señorío                  | |
| Löwenstein               | Condado                  | |
| Núremberg                | Ciudad Imperial Libre    | Reichsfreiheit desde 1219.                                                                                                  |
| Reichelsberg             | Señorío                  | Territorio en torno al castillo de Aub. Originalmente pertenecía al Obispado de Bamberg y a partir de 1401 al de Wurzburgo. |
| Rieneck                  | Condado                  | |
| Rothenburg ob der Tauber | Ciudad Imperial Libre    | Reichsfreiheit desde 1274.                                                                                                  |
| Schwarzenberg            | Señorío                  | Creado en 1429. Condado en 1599. Principado desde 1670.                                                                     |
| Schweinfurt              | Ciudad Imperial Libre    | Desde 1254. |
| Seinsheim                | Señorío                  | Vinculado al condado de Schwarzenberg desde 1655.                                                                           |
| Weißenburg               | Ciudad Imperial Libre    | Desde 1296. |
| Welzheim                 | Señorío                  | |
| Wertheim                 | Condado                  | Creado en 1132. Anexionado por Löwenstein en 1574.                                                                          |
| Wiesentheid              | Señorío                  | Condado desde 1678. |
| Windsheim                | Ciudad Imperial Libre    | Desde 1248. |
| Wurzburgo                | Obispado                 | Creado en 741. Principado-Obispado desde 1168. Título de Duque de Franconia.                                                |

- Datos: Q970082
- Multimedia: Franconian Circle / Q970082